# Challenger de Bucaramanga 2013
El torneo Seguros Bolívar Open Bucaramanga 2013 fue un torneo profesional de tenis. Perteneció al ATP Challenger Series 2013. Se disputó su 5.ª edición sobre tierra batida, en Bucaramanga, Colombia entre el 21 y el 27 de enero de 2013.

## Jugadores participantes del cuadro de individuales

### Cabezas de serie
| País                      | Jugador                | Rank1 | Favorito |
| Bandera de Colombia       | Santiago Giraldo       | 64    | 1        |
| Bandera de Brasil         | Rogério Dutra da Silva | 111   | 2        |
| Bandera de Argentina      | Martín Alund           | 115   | 3        |
| Bandera de Brasil         | João Souza             | 131   | 4        |
| Bandera de Portugal       | Gastão Elias           | 141   | 5        |
| Bandera de Argentina      | Federico Delbonis      | 142   | 6        |
| Bandera de Estados Unidos | Wayne Odesnik          | 144   | 7        |
| Bandera de Chile          | Paul Capdeville        | 166   | 8        |
| ------------------------- | ---------------------- | ----- | -------- |

- 1 Se ha tomado en cuenta el ranking del día 14 de enero de 2013.

### Otros participantes
Los siguientes jugadores recibieron una invitación (wild card), por lo tanto ingresan directamente al cuadro principal:
- Santiago Giraldo
- Álvaro Ochoa
- Eduardo Struvay
- Nicolás Massú

Los siguientes jugadores ingresan al cuadro principal tras disputar el cuadro clasificatorio:
- Roman Borvanov
- Marcel Felder
- Patricio Heras
- Franko Škugor

## Jugadores participantes en el cuadro de dobles

### Cabezas de serie
| País                 | Jugador             | País                 | Jugador           | Rank1 | Favorito |
| Bandera de Brasil    | Rogerio Dutra Silva | Bandera de Brasil    | Joao Souza        | 227   | 1        |
| Bandera de Brasil    | Marcelo Demoliner   | Bandera de Croacia   | Franco Skugor     | 331   | 2        |
| Bandera de Argentina | Facundo Bagnis      | Bandera de Argentina | Federico Delbonis | 354   | 3        |
| Bandera de Brasil    | Fabiano De Paula    | Bandera de Brasil    | André Ghem        | 374   | 4        |
| -------------------- | ------------------- | -------------------- | ----------------- | ----- | -------- |

- 1 Se ha tomado en cuenta el ranking del día 14 de enero de 2013.

### Otros participantes
Los siguientes jugadores recibieron una invitación (wild card), por lo tanto ingresan directamente al cuadro principal:
- Nicolás Barrientos /  Eduardo Struvay
- Sam Barnett /  Kevin Kim
- Ricardo Hocevar /  Nicolás Massú

## Campeones

### Individual Masculino
- Federico Delbonis derrotó en la final a  Wayne Odesnik por 7-6(4), 6-3

### Dobles Masculino
- Marcelo Demoliner /  Franko Škugor derrotaron en la final a  Sergio Galdós /  Marco Trungelliti por 7-6(8), 6-2